# Penfigoide ampolloso
El penfigoide ampolloso es una enfermedad de la piel poco frecuente de origen autoinmune. Afecta principalmente a personas de edad avanzada.

## Etiología
Esta provocado por un fenómeno de autoinmunidad, es decir la producción de anticuerpos contra antígenos del propio organismo. Específicamente por autoanticuerpos contra dos antígenos situados en los hemidesmosomas que unen la dermis con la epidermis (unión dermoepidérmica).

## Epidemiología
En los países de Europa occidental y Estados Unidos se presenta con una frecuencia aproximada de 10 casos por millón de habitantes y año. 

## Histología
Las características histológicas principales son la existencia de ampollas subepidérmicas  y el depósito de inmunoglobulina de tipo IgG y complemento en la membrana basal.

## Clínica
Se distinguen dos fases. La primera llamada fase no ampollosa cursa con prurito asociado a máculas, pápulas o placas de borde irregular. En la segunda fase se forman vesículas y ampollas que miden entre 1 y 4 cm de diámetro y están llenas de un líquido que en ocasiones tiene aspecto claro y otras veces es hemorrágico. Las vesículas tienden a romperse y se transforman en zonas de erosión cubiertas por costras.

## Historia
El penfigoide se describió por primera vez en el año 1953 por Levre WF que lo diferenció del pénfigo e hizo la distinción entre ampollas epidérmicas y subepidérmicas. Se han descrito diferentes formas de penfigoide, entre ellas el penfigoide cicatricial ocular y el penfigoide gestacional,  mal llamado herpes gestacional.